# Pelzhaus
Pelzhaus, historisch Peltz-Haus, auch Kürschnerhaus oder allgemeiner Schauhaus wurden im Mittelalter und noch erheblich später die Verkaufsstellen genannt, in denen die Kürschner, vor allem zu Messezeiten, zusammen ihre Pelzwaren anboten. Anfangs dienten sie hauptsächlich als offizielle gemeinsame Handelsstätten, an denen der Käufer die gleiche Ware in größerer Auswahl fand und wo der Verkauf überwacht werden konnte. Mit dem Ansehen und der Macht der Zünfte wuchs dann das Bedürfnis nach eigenen Zunfthäusern, die für gewerbliche Versammlungen, Morgensprachen, Wahlen usw., aber auch für Geselligkeit ausreichend Raum boten. Auch wurde hier das Besitztum der Corporation, wie Lade, Banner, Kriegsgeräte, Tafelzeug usw. aufbewahrt.

## Die Pelzhäuser

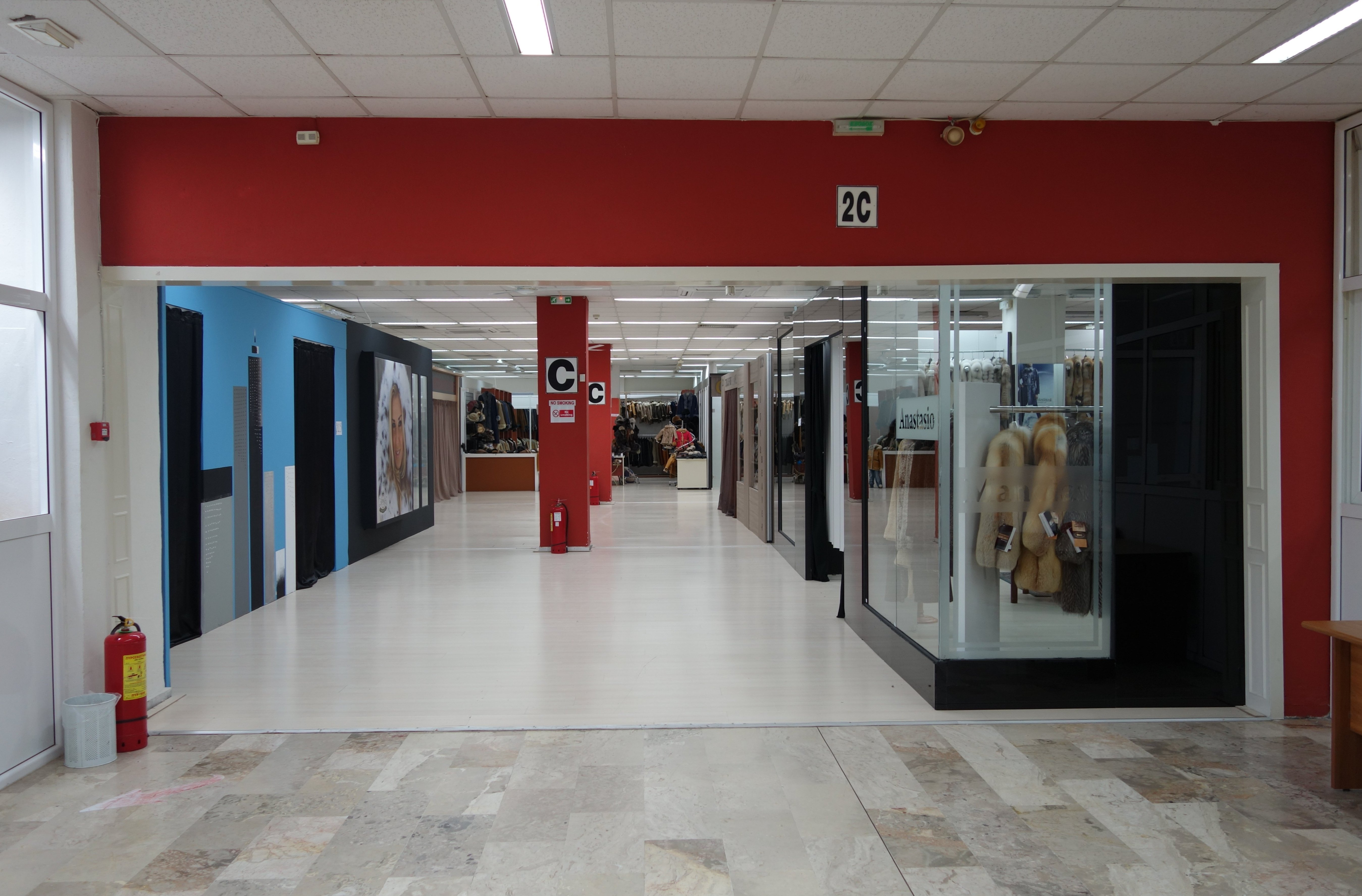
Im Edika Kastorian Fur Center, Kastoria

Weitaus nicht alle Städte oder Orte verfügten über eine solche Einrichtung, da sie nicht reichseinheitlich festgelegt war.
- In Quedlinburg im Landkreis Harz war um 1134 während der Märkte zu Ostern und Martini auf dem Boden des Rathauses ein „Pelzhaus“ eingerichtet. Die Verkäufer von Wollenwaren (Gewandschneider) und Leinenwaren (Leinwandweber) waren von Abgaben für ihre Marktstände befreit, ebenso die Kürschner.[3]

- Die Pelzer besaßen in Hamburg bereits 1265 einen ihnen von  der Stadt überlassenen Platz beim alten Schlachthaus an der Alster, in der Gegend des heutigen Rathauses (1975), in der früheren Gerberstraße, die ab 1527 Hinter dem breiten Giebel hieß. Hier ließen sie für Geschäftszwecke ein „Weißbeutelei“ genanntes Gebäude errichten. Erst im Jahr 1817 wurde das frühere Amtshaus abgerissen. Es scheint jedoch unsicher, ob das Haus 1269 nicht durch die Pelzer, sondern im Auftrag der Beutler und Weißgerber errichtet wurde.[4]

- In Münster während des Sends nach Michaelis veranstaltete die dortige Pelzer-Gilde auf dem „Schohus“ eine Ausstellung ihrer Ware. Fremde Kürschner durften ihre Erzeugnisse in dieser Zeit ebenfalls anbieten, jedoch nur auf dem Send.[5]

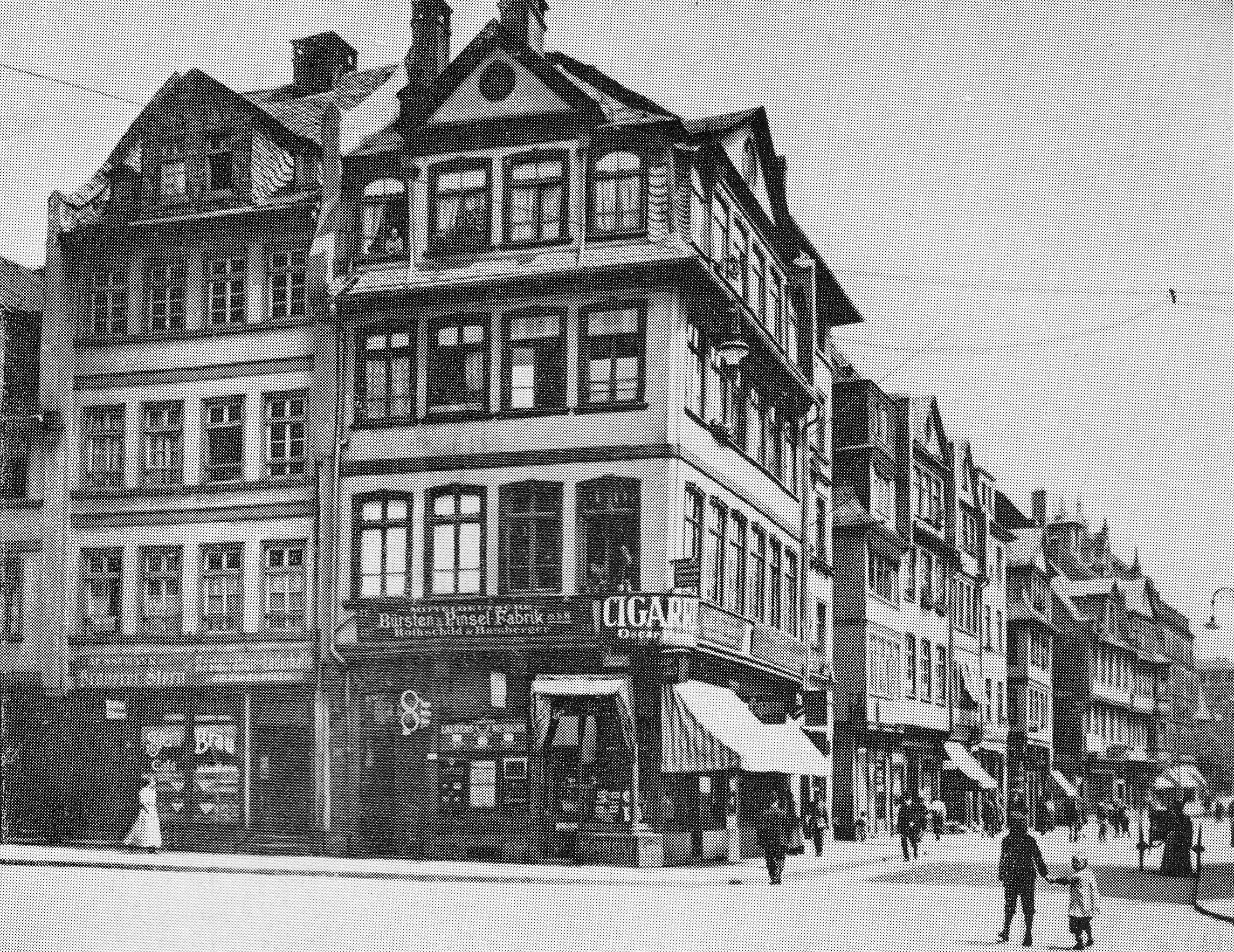
Das ehemalige Zunfthaus der Kürschner in Frankfurt am Main im Jahr 1915

- Die Kürschner in Frankfurt am Main erwarben 1524 für 100 Gulden das Haus Zeilsheim in der Schnurgasse, der damals bedeutendsten Straße der Stadt, Ecke Trierische Gasse. Anstelle des baufälligen Gebäudes ließen sie hier ein stattliches Zunfthaus errichten. Die jahrelang dafür angesparten Mittel reichten nicht; um den daher benötigten Kredit zu tilgen wurde das Eintrittsgeld für neu sich selbständig machende Meister mit dem Einverständnis des Stadtrats erheblich erhöht. Das schöne Haus wurde erst 1944, gegen Ende des letzten Weltkriegs, zerstört.[6]

- Als in München Anfang des 15. Jahrhunderts die Stadt das Impler'sche Haus am Schrannenplatz, dem heutigen Marienplatz, ankaufte und zu einer Stadttrinkhalle umgestalten ließ, erhielten die Kürschner in dem Gebäude ein eigenes Gewölbe zum Verkauf ihrer Waren.[7]

- Das Peltz-Haus von Wien befand sich bis 1357 in der Krebsgasse, mit der Rückseite an den „Berghof“ stoßend. Die Krebsgasse mündete vom Hohen Markt in die Stern- und Pressgasse und ist vor langer Zeit bereits verbaut worden. Sie befand sich in der heutigen Gegend der Salvatorgasse und Fischerstiege. 1677 erhielt die Wiener Zunft in der Wipplingerstraße die Bewilligung, in einem eigenen Hause, das auch den Namen Beizhaus führte, das Gerben und Zurichten der Felle vornehmen zu dürfen. Wo genau sich dieses Beizhaus befand, ist nicht mehr in Erfahrung zu bringen. Berichtet wird jedoch von strengen Auflagen wegen des stark verschmutzten Abwassers und der erheblichen Geruchsbelästigung.[8]

- In Paris boten die Pelletiers, die Pelzhändler, ihre Waren in den Hallen feil. Ein Parlamentsbeschluss vom 23. Dezember 1367 bestimmte, dass die Pelletiers jede Woche, mittwochs und samstags, zur Halle gehen und nicht in ihrem Hause verkaufen sollten.[9]

- In Prag bestanden im Jahr 1362 die ersten gemeinsamen Verkaufsläden der Kürschner, „Kotce“ (Kotzen) genannt. Zusammen kaufte die Zunft das Rohmaterial ein und verteilte es nach Los an die Mitglieder. Die Anfertigung der Pelzgegenstände war streng überwacht und Löhne und Verkaufspreise gleichmäßig geregelt. Der Verkauf der fertigen Ware durfte nur in diesen Kotzen geschehen, die ebenfalls durch Los für die Dauer eines Jahres an die Mitglieder verteilt wurden.[9]

Die Prager Kürschner waren in zwei Zünften vereinigt, die erste Zunftordnung der Kürschner der Altstadt entstand im Jahr 1418, sie entsprach im Wesentlichen der Neustädter Ordnung. Im 16. Jahrhundert entstand eine weitere Kürschnerzunft für die Kleinseite und die Kürschner der Stadt Hradschin. In den Kotzen, die sich die Kürschner unter anderem mit den Tuchmachern teilten, waren in dieser Epoche 102 Stellen für Kürschner vorhanden. Auch auf dem Tandlermarkt, auf dem zweitklassige Ware verkauft wurde, durften die Kürschner nicht anbieten, es war ihnen untersagt, minderwertige Ware zu produzieren.
- Im türkischen Konstantinopel, dem heutigen Istanbul, hatten die Kürschner ihre Verkaufslager im großen Bazar „Kapalı Çarşı“ und im „Kürktschi-Han“ in Stambul. Der riesige Komplex des großen Basars mit etwa 400 Räumen, erbaut im griechisch-orthodoxen Stil, mit Torbögen und anderthalb Metern dicken Mauern war ehemals ein Kloster, er ist immer noch eine Sehenswürdigkeit der Stadt.[11] In der Abteilung der Kürschner waren die Magazine, wie bei den meisten der orientalischen Verkaufsläden, mit ihren Auslagen nach der Straße zu offen. Der Verkauf fand häufig auf der Straße statt. Eine Schilderung aus dem Jahr 1902:

„Der »usta« (Meister) bringt die Sachen, meist aus Stücken zusammengesetzte Pelzfutter herbei und legt sie schlauerweise stets so, dass der Blick des Käufers über das Haar und nicht gegen dasselbe hinwegfällt. Im Hintergrunde der Bude hocken auf einer Art Estrade mit untergeschlagenen Beinen, die Gesellen, und arbeiten ohne Mass und Werkzeug an dem Einfüttern eines Kleidungsstückes; dabei muss Mangels eines Arbeitstisches der Fussboden herhalten. In der von diesen Kürschnerbuden  gebildeten, mit einem Glasdach überdeckten Strasse herrscht reges Leben Hier auch bringen die Makler durch lautes Ausrufen, getragene Pelzsachen, darunter oft Wertobjekte, zur Versteigerung.“
„In der Nähe dieser Strasse befindet sich das »Rubic-Haus«, in dessen Hof und erstem Stock ebenfalls Pelzwarenlager sich befinden, jedoch mit besserem Vorrat. Die Besitzer sind Armenier und Karamanlie (Leute aus der Landschaft Karamanien in Kleinasien), die neben dem Detailgeschäft auch Engros-Handel betreiben. Auch das in der Nähe gelegen »Jagdschi-Han« beherbergt einige Pelzhändler.“
„In Kürktschi-Han“ (Han bedeutet Warenniederlage), befinden sich auf beiden Seiten des Tores, Pelzmagazine; im Hofe, und auf der, diesen umgebenden Galerie, Kürschnerwerkstätten. In den meisten dieser niedrigen, nichts weniger als reinlichen Räume, befassen sich griechische und bulgarische Kürschner mit dem Zusammenstellen von Futtern, aus Lamm- und Schaffellen. Rechts im zweiten Hofe, befindet sich die Abteilung der Zurichter. Ihre Kunst ist ebenfalls eine sehr primitive. Wie in der ganzen heimischen Industrie wird immer nach »Art der Väter« gearbeitet. […]
- Die aus der Provinz Kastoria nach Konstantinopel gekommenen Griechen hatten ihr Handwerk in ihrer Heimat erlernt. Der Hauptort Kastoria und das in der Nähe gelegene Siatista sind noch heute Zentren der Pelz- und Pelzresteverarbeitung, ehemals gehörte noch der nordmazedonische Ort Ohrid dazu. Als das alte Edika-Gebäude, in dem die Pelzmesse Kastoria bisher abgehalten wurde, nicht mehr ausreichte, wurde als Ausstellungsraum der Kürschnergemeinschaft „Prophet Elias“ ein Ausstellungszentrum errichtet.  Nach vierjähriger Bauzeit wurde das Gebäude mi 13.000 m² Fläche anlässlich der 38. Internationalen Pelzmesse der Öffentlichkeit übergeben. Es war beabsichtigt, es auch für andere Messen zu nutzen.[12][13] Bei ausreichender Nachfrage wird die kaufkräftige Kundschaft aus den arabischen Ländern und aus Russland eingeflogen, bei entsprechendem Einkauf war der Flug kostenlos.

### Leipzig

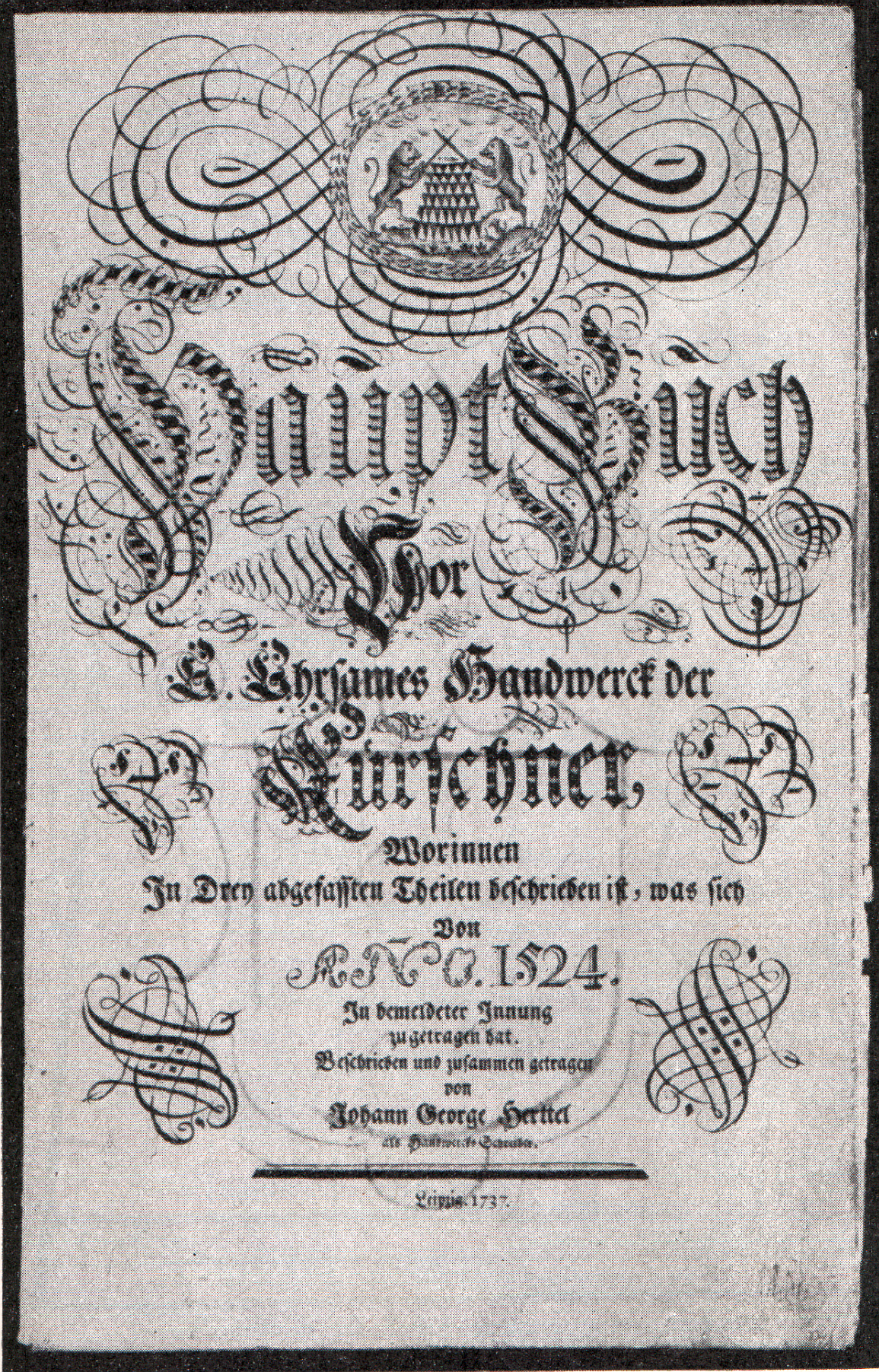
Hauptbuch der Kürschner von Leipzig des Jahres 1524

Im Jahr 1419 hatte der Leipziger Rat mit den Schuhmachern wegen des von ihnen erbauten Schuhhauses einen Vertrag geschlossen, dass die Schuhmacher in den Messen, auf dem Markt feilhalten sollen und während dieser Zeit den „korsener oder ander luten“, den Kürschnern oder anderen Leuten, die Räumlichkeiten ihres Hauses überlassen werden könnten. Das Haus trug seitdem den Namen „Pelz- und Schuhhaus“. 1772 wurde berichtet, dass es nur noch von den Kürschnern genutzt wurde.
Durch Lattenverschläge waren auf dem obersten Boden Stände hergerichtet worden, die der Obermeister verloste. Es gab Möglichkeiten, in der Werkstatt Handel zu treiben, doch beschränkte sich dies auf einige wenige Artikel, der Verkauf musste zuvor im Pelzhaus abgeschlossen werden. Die älteste erhaltene Leipziger Pelzhaus-Ordnung scheint verloren gegangen zu sein, eine an einen früheren Beschluss erinnernde Ratsorder vom 3. Januar 1542 ist jedoch erhalten:
„Ein Erbar Ratt tutt Ordnung mit dem feil haben uff dem kurschner hausse virnewen (erneuern), und entpfielt denen kurschnern und denen Jenigen, die machte Rauchwerg feil haben. Sie sint allhier in der Stadt wohnhaftig oder anders woher die diese Jahrmerckte besuchen, das sie auf den nechist kunftigen und alle volgende Merckte Ire gemachte ware. Es sein Peltze, Mitzen, Kurschen oder was es wolle ufne kurschner hause feil haben sollen, vo man Inen auch die stende geburlich und unurweislich verordnen wird et.“
Das Hauptbuch von Johann Georg Herttel von 1524 erwähnt das Leipziger Peltz-Haus:
„Das sogenannte Peltz-Haus wurde vor uralten Zeiten auch das Schau-Haus genannt, weil die Schuh-Macher unter der Messe [das soll heißen: während der Messe!] feil halten, und zwar auf dem untersten Boden, die Kürschner aber auf dem Obersten Boden.“
Das Pelzhaus reichte bald nicht mehr aus, und die Kürschner bezogen während der Messezeit einen besonderen Pelzboden. Der erste befand sich im Obergeschoss des 1556 unter Hieronymus Lotter gebauten Rathaus am Markt. Das war ein idealer Platz, fast alle Messegäste mussten hier Besorgungen machen und der Brühl mit seinen Pelzhändlern war kaum dreihundert Schritte entfernt. „Auf einer Warenmesse mit ihren zahlreichen Gewölben, Tonnen und Buden war der Pelzboden eine ungewöhnliche Einrichtung […]. (Von den Gewandschneidern abgesehen, bot kein anderes Gewerbe den Messfremden so konzentriert einen kompletten Überblick über sein Leistungsvermögen wie das Kürschnergewerbe).“
Der Rat, der die Räume zur Verfügung gestellt hatte, verfügte am 5. Dezember 1560: „den Kürschnern sollen ihre schragen … durch die verordneten Herren des Raths eingeteilt werden … und wie es den verordneten Herren des Raths auftheilen, dabei soll es bleiben“. Dem Obermeister des Pelzhauses gefiel diese Bevormundung jedoch nicht und der Rat gab tatsächlich nach. Fünf Tage später, am 10. Dezember 1560 erging eine neue Anweisung mit einer Wahrung der Rechte der alten Meister, weil „von den Obermeistern des Kürschner-Handwergs der stende halben ufm hause mit zurückung derselben einem Erbaren Rath Clage vorkommen. Nach antzahl der meister deren itzo zusammen fünf und vierzi seindt“ sollten nunmehr durch Beauftragte des Rates „einem jedem zu seinem standt vier Ellen weniger eines halben Vierthels [3 ¾ Ellen = 2,13 Meter] ungefehrlich zugemessen werden“ und die „Stendt in ihrer Antzahl und größe also bleiben. So künftig einer oder mehr junge Meister werden möchten, sol der oder dieselben keinenausgeschlossen, mit dem ort und der stelle der von den Obermeistern angeweiset wirdt, zufrieden sein, biß solang durch Absterben eines Meisters obberührthe Standt [für] immer erledigt [ist] und solen alsdann die anderen Meister mit den Stendten nachrücken, also, daß dem jüngsten Meister der hinterst und letzte Standt zukommen, und sol solchs Irrung und zanck verhüten, auch also gehalten werden.“

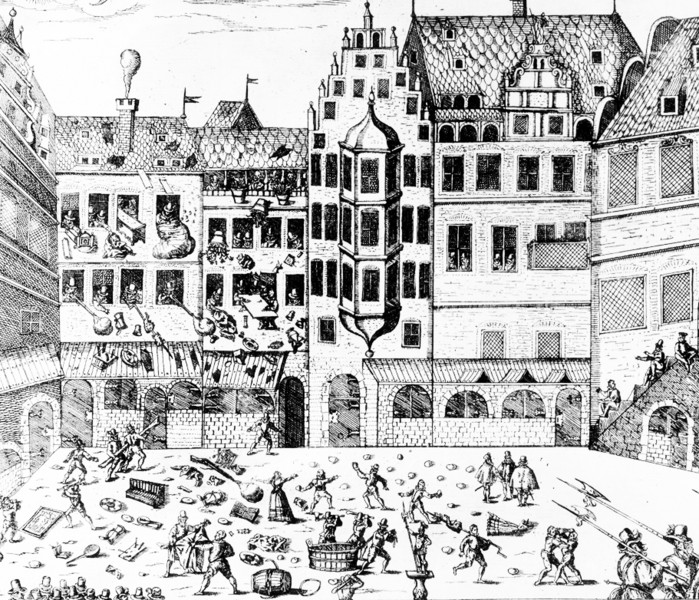
Marktplatz, vor dem Leipziger Pelzhaus während des Calvinisten-Sturms. Einer der Hauptakteure, der Kürschnergeselle Ambrosius Bartsch, genannt Fürst, wurde 1593 auch hier enthauptet (1593)

Einige Jahre darauf, 1572, ließ der Rat das Burgkellergebäude und mit ihm ein neues Handwerkerhaus errichten. In die untere Etage zogen die Schuhmacher, in die obere die Kürschner. Bald wurde es als Pelzhaus bezeichnet, da die Schuhmacher zur Messe ihre Stände in der Schuhmachergasse beziehungsweise in der Nikolaistraße aufbauten. Befristet stand den Kürschnern damit das gesamte Haus zur Verfügung. Die Verkaufslage war so gut, dass auch die auswärtigen Kürschner einen Stand verlangten. Der Rat entsprach dem Ansinnen, die Leipziger Kürschner verblieben im Parterre, die auswärtigen Kollegen zogen für die Dauer der Messe in das obere Stockwerk. Das Pelzhaus, von dem kein Bild überliefert ist, wurde 1572 erneuert, um nicht vom Burgkeller „abzustechen“. Es dürfte unmittelbar hinter dem Burgkeller beziehungsweise ehemaligen Polizeiamt gestanden haben, das 1908 abgebrochen wurde.
Im Pelzhaus am Burgkeller bestimmte, anders als im Rathaus, die Innung. Im Jahr 1692 gab sie sich für den Pelzboden eine Ordnung. Es wurde den Kollegen untersagt, „vor dem Loß stützen oder stangen auf Pelzhaus [zu] bringen bei Straffe [von] 3 Groschen“. Ab jetzt verloste die Innung die zugeteilten Stände, die bisher unter Benachteiligung der jüngeren Kürschner nach Dienstalter vergeben wurden. Der Meister Johann Peter Werle bezahlte 1717 die Rechnung für seinen Stand nicht vor der Messe, wegen des Verstoßes gegen die Disziplin wurde er vor die Lade gerufen und verurteilt, einen Taler zu bezahlen. Er empfand die Strafe als unbillig und verweigerte die Zahlung, woraufhin man ihn von der Verlosung der Stände ausschloss.
Lautes Anpreisen der Ware galt als verpönt. Als zwei Nachbarinnen sich darüber handgreiflich wurden und einen Krawall auslösten, sollte Meister Knabe sechs Groschen für seine Frau zahlen. Der Historiker Fellmann berichtet über die Reaktion eines der Ehegatten: „Vor »Tisch« meinte er schmunzelnd, er zahle gern, denn kein Spaß sei schließlich umsonst, und allein die Erinnerung an die Hilflosigkeit des ach so strengen Obermeisters angesichts der aufgebrachten Frauen auf dem Pelzboden bereite ihm gar viel Vergnügen. (Knabe blieb der Lade die sechs Groschen schuldig, vom Obermeister stillschweigend übersehen).“ Als ein besonders schwerwiegender Verstoß galt der Einsatz von „Schleppern“, die Messfremde auf der Straße ansprachen um sie an den Stand eines bestimmten Meisters zu holen. Um Betrügereien und den Verkauf schlechter Ware zu unterbinden, zum Beispiel „Altes als neu verkauft“, nahmen die Schaumeister vor der Eröffnung der Messe die Stände ab. Es war untersagt, ohne nochmalige Hinzuziehung eines Schaumeisters anschließend weitere Ware an den Stand zu schaffen.
Bereits 1697 versuchten drei Meister aus der Enge des Pelzhauses heraus und besser sichtbar in die Öffentlichkeit zu kommen, denn es „muß ein armer Meister, der kleine Waare verfertigen kan, fast gäntzlich dabey verderben, wenn er solch verfertigte Klein Waare auf dem Peltz Hauße feilbieten solte, weil er selbige daselbst theils nicht aufhängen, sonder meistes solch Waare zum höchsten Verderben in Kästen haben müßte, auch theils der Käufer daselbst nicht suchen“. Die Innung mochte dem nicht zustimmen, sie vermutete, dass weitere Kürschner diesem Beispiel folgen würden. Die Meister wandten sich daraufhin an August den Starken, der zu einem Vergleich riet. Daher verfügte die Innung am 16. Juli 1706, dass: „Keiner von uns Meistern befugt seyn soll, zugleich auf dem Peltz Hauße und auch aufn Markte feil zuhaben, des gleiche, daß keiner mehr als eine Bude … und darinnen anderes nichts als Mützen und dergleichen Klein Waare feil zu haben berechtigt sey solle“ – was das Ende der Monopolstellung des Pelzhauses bedeutete.
Als das überalterte Leipziger Pelzhaus, 255 Jahre nach seiner Errichtung, abgerissen werden musste, vermerkte 1827 ein Innungsschreiber:
„Wenn einer meiner Nachfolger gern wissen möchte, in welchen das sogenannte und in diesem Abschnitte mit allen Unannehmlichkeiten, Verdrießlichkeiten und Zänkereien geschilderte Peltz-Haus gestanden habe? Dann diene zur Nachricht: Da wo das jetzige Stockhaus sich befindet, nämlich an der Ecke des Naschmarkts und Salzgäßchen [seit 1904 „Handelshof“].“
An der Stelle des Pelzhauses erhielt der Rat jetzt Baufreiheit für ein Gefängnis. Die Innung ersuchte den Rat „ihr und den fremden Kürschnern während der drei Hauptmessen gegen ein den zeitherigen und sonstigen Verhältnissen angemessenes billiges Quantum den Fecht- und Tuchboden im Gewandhaus an[zu]weisen“. Gegen die Zahlung von nur 16 Groschen pro Stand und Messe ging die Stadt darauf ein. Doch nutzten dieses Angebot für den dritten Leipziger Pelzboden nur sieben heimische Kürschner, dazu dreizehn aus Taucha, einer aus Borna und einer aus Markranstädt. Zuhause in Borna boten die Kürschner zur „Pfingst- oder Margarethenmesse“ ihre Ware in 18 Kürschnerständen zusammen mit 24 Tuchmacherständen auf dem Rathausboden an, zum „Kreuzmarkte“ waren es sogar 40 Kürschner- und 24 Tuchstände. Das dortige Löse- und Stättegeld betrug etwa Mitte des 18. Jahrhunderts 4 gr auf dem Markt, 12 gr auf dem Rathausboden.

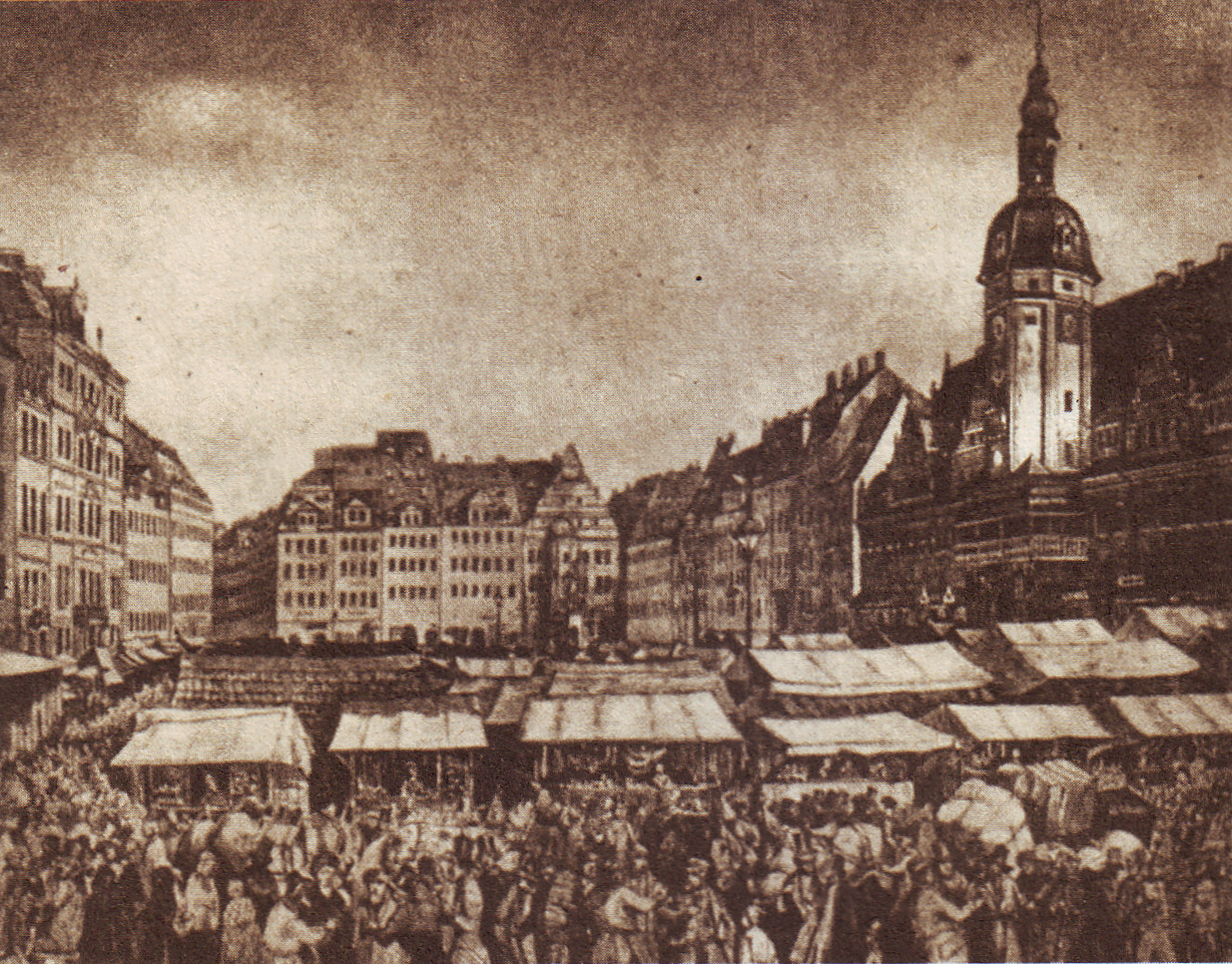
Messbuden auf dem Leipziger Markt um 1850. Die Kürschner besaßen um diese Zeit kein Pelzhaus mehr und mieteten zur Messe eine Bude. Die Rauchwarenhändler dagegen bevorzugten Gewölbe auf dem Brühl.

In Messezeiten boten die Leipziger Kürschner ihre Erzeugnisse ursprünglich ausschließlich im Peltz-Haus an. Erst nach 1860 wurde der Rauchwarenhandel das ganze Jahr hindurch betrieben. Die fremden Händler verkauften in den Gewölben, auf den Höfen und in den Hausfluren. Es gibt jedoch zahlreiche Abbildungen von Kürschner-Werkstätten und -Verkaufsläden, die einen ganz persönlichen Charakter aufweisen. Oft zeigen diese Blätter gleichzeitig andere Gewerke, ohne dass ersichtlich ist, ob sie, oder einige davon, in einem gemeinsamen Verkaufshaus untergebracht waren. Zumindest seit 1724 war das Bestreben groß, eigene Buden auf dem Markt zu bekommen. 1738 kam es dann zu Auseinandersetzungen: „Da seit einiger Zeit her einige Meister das Peltz Hauß zu feilem Verkauf nicht mehr bedienten, sondern außer der Meße Gewölbe halten und Meßen Zeite Buden auf dem Markte aufstellen ließen und welche feine Gewölbe halten … daß also dieselben Meister, welche noch auf dem Peltze Hauße waren sehr schlechten Verkauf außer der Meße hatten. Dahero kahmen einige Meister wiederum auf den Gedanken, bey Ew. Rath anzuhalten, ob man nicht außer denen Meßen …, in denen Wochen Märkte Buden auf dem Markt aufzubauen, die Waaren darinnen feil zuhaben uns erlauben möchte.“
Der Rat musste einsehen, dass die Kürschner im Pelzhaus im Nachteil waren, wenn die Kunden bereits auf der Straße kauften und das Haus gar nicht erst besuchten. Am 10. Dezember 1738 ließ er den Obermeister alle Meister befragen, ob man nicht wenigstens zu den Markttagen Buden zulassen wolle. Alle Meister stimmten dafür. Die Mehrheit (12 : 8) wollte jedoch nur den Verkauf von Kleinwaren. Tags darauf räumte der Rat ein, „denjenigen hiesigen Kürschner Meistern …, welche ihre verfertigten Mützen, Muffe, Paladine oder Handschlupfer … auf öffentlichem Markt allhir feil haben wollen, ein solches nicht nur gütigst zugestanden, sondern auch zu den benötigten Buden einen selbst beliebigen Platz anweisen zu lassen.“ Im Jahr 1747 wurden dann bereits Futter zum Verkauf in den Buden und Gewölben zugelassen, aber immer noch keine Pelze. Was dem Anschein nach wohl bedeutete, dass lediglich pelzgefütterte Kleidung (= Pelze) nicht dort angeboten werden durfte, Pelzmäntel und Pelzjacken mit dem Haar außen waren noch nicht in Mode.
Zur Leipziger Messe kamen seit dem 18. Jahrhundert nach und nach immer mehr ausländische, vor allem jüdische Fell- und Lederhändler. Es entstand eine Häufung der Ansiedlung dieser Kaufleute um die Straße Brühl, in dessen Umfeld sich im 19. Jahrhundert mit dem Pelzhandelszentrum Leipziger Brühl eines der drei bedeutendsten Welthandelsplätze für Pelzfelle entwickelte. Seit dem 19. Jahrhundert eröffneten hier zusätzlich gehäuft Kürschnerfachgeschäfte für den Endverbraucher. Der Pelzhandel wurde der größte Steuerzahler der Stadt. 
Der § 1 der Geschäftsordnung des überregionalen Verbands deutscher Kürschner, der sich Anfang der 1880er Jahre gebildet hatte, besagte:
Der »Verein deutscher Kürschner« bezweckt, durch eine Verkaufsstelle in Leipzig seinen Mitgliedern Gelegenheit zu geben, Wildwaren, Schweife, Stücke und sonstige Waren direkt auf dem Leipziger Markte anzubieten und zu verkaufen.
Ein in Leipzig wohnendes Vereinsmitglied sollte dafür die Kontrolle übernehmen. Zum Schluss der Veranstaltung sollte eine Versteigerung der nicht verkauften Waren stattfinden, bei einem vom Einsender festgesetzten Mindestpreis. Diese, nur für Branchenangehörige gedachte Verkaufsstelle hatte jedoch mit Schwierigkeiten zu kämpfen und ging bereits im darauffolgenden Jahr wieder ein.
Die Internationalität des Leipziger Pelzhandels endete 1933 mit der Vertreibung der jüdischen Kaufleute durch die Nationalsozialisten. Sie behielt noch eine gewisse Bedeutung bis in die Zeit des Zweiten Weltkrieges und später, noch einmal erheblich verringert, in der DDR. Der Leipziger Pelzhandel verschwand nach der deutschen Wiedervereinigung schnell völlig, die Kürschnerei geriet nahezu zur Bedeutungslosigkeit. Die Leipziger Rauchwarenhändler hatten ihren Handelsplatz nach dem Krieg nach Frankfurt am Main verlegt, wo um die Niddastraße, jetzt in der Pelzbranche „Frankfurter Brühl“ genannt, für einige Jahrzehnte ein Pelzhandelszentrum mit gleicher weltweiter Bedeutung wie in Leipzig bestand.

### Breslau

Innungsfahne der Breslauer Kürschnerinnung von 1886
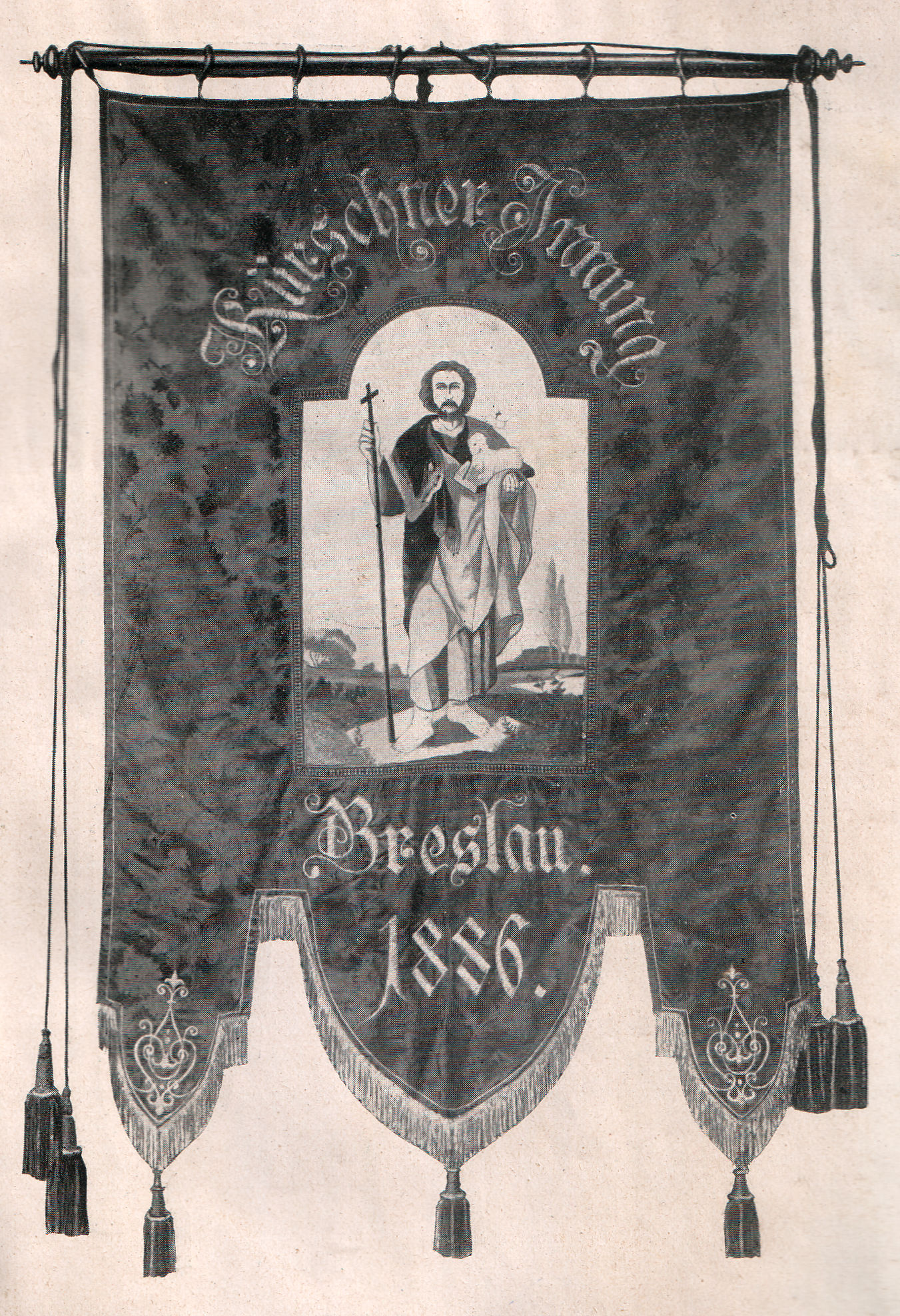
Vorderseite
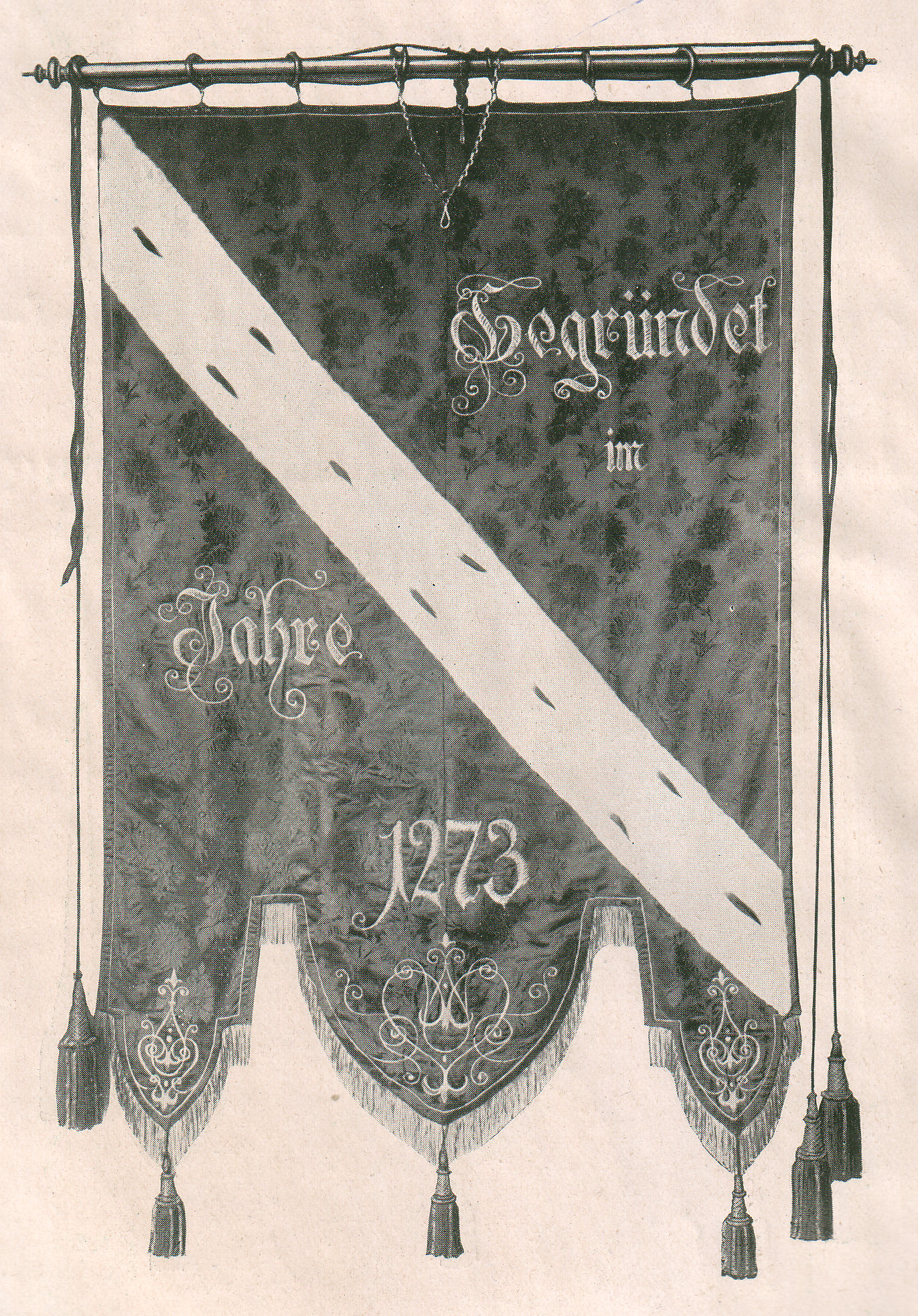
Rückseite

Die Breslauer Kürschnerzunft hatte seit 1343 die Patronatspflichten für die kleine, spätere St.-Christophorikirche übernommen, damals war sie noch der Maria von Ägypten geweiht. Sie brachte seitdem „nicht geringe Summen“ zur Erhaltung und zum, nach 1400 erfolgten, Neubau des Gotteshauses auf. Aus dieser Fürsorge leiteten die Kürschner erhebliche Rechte ab. Der große Dachboden mit seinen geräumigen Kammern wurde anfangs ihr Lagerhaus und rund um das Gemäuer entstanden kleine hölzerne Verkaufsstände für Kürschnerwaren. Die allerletzten, an der Weidenstraße gelegenen Verkaufsstände der Kürschner wurden erst 1881 abgerissen.
Von 1409 bis zum Jahr 1711 besaß die Kürschnerzunft dann ein eigenes Grundstück, das „Korsenhaus“, die Zunftgenossen nannten es auch „Zechhaus“. Ursprünglich befanden sich die Verkaufsstätten der Kürschner jedoch im Erdgeschoss des Rathauses, über dem Schweidnitzer Keller, seit November 1615 dann in dem an die Nordseite des Ringes angrenzenden Schmetterhaus, auf der Westseite befanden sich die Leineweber. Zum Schmetterhaus gehörten einige Arten von Bauden (Ringbuden), die wechselweise an die Kürschner vergeben wurden. Der Zweck war, jeden der gewerblichen Mitglieder der Genossenschaft bei der verbauten, schlecht belichteten Lage des Schmetterhauses möglichst gleichmäßig einmal in den Genuss einer guten Verkaufslage kommen zu lassen. Überhaupt war die gesamte Zunftordnung der Kürschner darauf ausgerichtet, möglichst allen Mitgliedern ein gleichmäßiges Einkommen zu gewähren, ohne zu große Abweichungen nach unten, aber auch nicht nach oben. Während der Jahrmärkte bildeten die Ringbauten die üblichen Verkaufsstätten. Wer im Schmetterhaus ausstellte, durfte seine Waren nicht gleichzeitig in den Ringbauden anbieten. Um die Weihnachtszeit am Kindelmarkt hielten die Kürschner in 20 bis 30 Bauden an der Grünen Röhrseite feil, nicht weit vom Schmetterhaus. Wer eine Ringbaude errichten wollte, musste sich vorher wegen der Platzverteilung auf dem Zechhaus anmelden. In dem ältesten Rechnungsbüchlein von 1402 ist dies für solche Bauden „of dem rothus“ bereits unter den Ausgaben erwähnt.
Für den beengten Raum bestanden genaue Verhaltensvorschriften. Das Behängen der einzelnen Stellen regelten schon im Anfang des 15. Jahrhunderts Willküren, die Stadtrechte. Die Überlassung einer nicht benutzten Verkaufsstelle an einen anderen Feilbietenden, die Vermittlung einer solchen und die Weigerung, in eine freigewordene Stelle nachzurücken wurde mit 1 Gulden geahndet. Wer seinen nicht oder gar einen fremden Stand besetzte, zahlte 6 Groschen Buße. Jedes Jahr um Mitfasten  wurden die Stände neu ausgemessen und ausgelost. Dazu musste der Meister auf jeden Fall anwesend sein, wollte er nicht bei der Zuteilung ganz am Ende landen (1596).
Seitdem die Kürschner ihre neuen Verkaufsstätten im Schmetterhaus hatten, galt folgende Platzordnung:
Der ganze Raum, der aus zwei Durchgängen bestand, war in 57 mit Nummern gekennzeichneten „Bauden“ aufgeteilt. Die jüngsten Meister erhielten anfangs die guten Stände, um ihnen einen günstigen Berufsstart zu ermöglichen, später wurden sie in schlechtere Bauden eingewiesen. Der alte, nicht mehr arbeitsfähige Meister genoss hingegen das dauernde Vorrecht eines bevorzugten Verkaufsplatzes im Schmetterhaus. Seiner Witwe wurde das ebenfalls zugestanden, sofern sie nicht erneut heiratete.
Diese Ordnung blieb lange Zeit unangefochten, trotz eines zwischenzeitlichen Streits im Jahr 1652 zwischen Ältesten und Jüngsten. Die jungen Kürschner beschwerten sich, dass sie allen sechs Ältesten in den Bauden weichen müssten. Sie erreichten, dass nur noch die drei Oberältesten sich je eine Stelle auf dem Schmetterhaus vor der allgemeinen Auslosung, die nun wohl vierteljährlich stattfand, vorwegwählen durften. Bei allen sonstigen Konflikten entschied gewöhnlich das Meisterrechtsalter. Entsprechend der später viel höheren Zahl der Zunftmitglieder konnten bei dem offensichtlichen Mangel der zu vergebenden Stände zwei Meister zusammen ein Baude halten, obwohl das ursprünglich wegen der Hinterziehung des Standgelds verpönt war. In diesem Fall sollte jedes Mal „der Älteste zum Jüngsten zu treten schuldig sein“. Auch wurde die alte Standordnung dahingehend geändert, dass keine Verengung der Verkaufstellen mit Kasten ohne Einverständnis der Feilhabenden, keine Versperrung der ohnehin schmalen Durchgänge statthaft war. Vor allem war es verboten, den Lichteinfall der kleinen Fenster durch das Verhängen mit Ware zusätzlich zu verringern. Das Benutzen von Feuertöpfen, die in der Zeit im Winter anstelle von Öfen benutzt wurden, war wegen der Brandgefahr verboten.
Es scheint merkwürdig, dass sich trotz der Enge und Dunkelheit und sonstigen Unzulänglichkeiten die für die Kunden wenig einladende Einkaufsstätte bis in das 19. Jahrhundert hinein erhalten hat. Jedoch besaßen die wohlhabenden Innungsmitglieder für ihre gut sortierten Warenlager längst offene Läden und Gewölbe, in denen sie trotz der verbietenden Satzungen, auf das Recht zur Selbsthilfe pochend, ihre Erzeugnisse anboten. Sie wendeten zurecht ein, dass das dunkle Schmetterhaus viele vornehme Kunden geradezu abstoße, die dann ihren Bedarf bei auswärtigen Verkäufern deckten. Bereits im Jahr 1652 wurde von den Jüngsten und unvermögenden Meistern geklagt, dass die Ältesten und Wohlhabenden nach Kaufmannsart in offenen Läden aushängten und in Häusern feilhielten, wodurch die armen Meister geschädigt würden. Sie erinnerten daran, allerdings ohne wesentlichen Erfolg, dass nach Zunftbrauch das Schmetterhaus als alleinige Verkaufsstätte jedem Käufer vorgeschrieben sei.

„Situationsplan der Verkaufsstände der Kürschner auf dem Breslauer Schmetterhause“, 1693
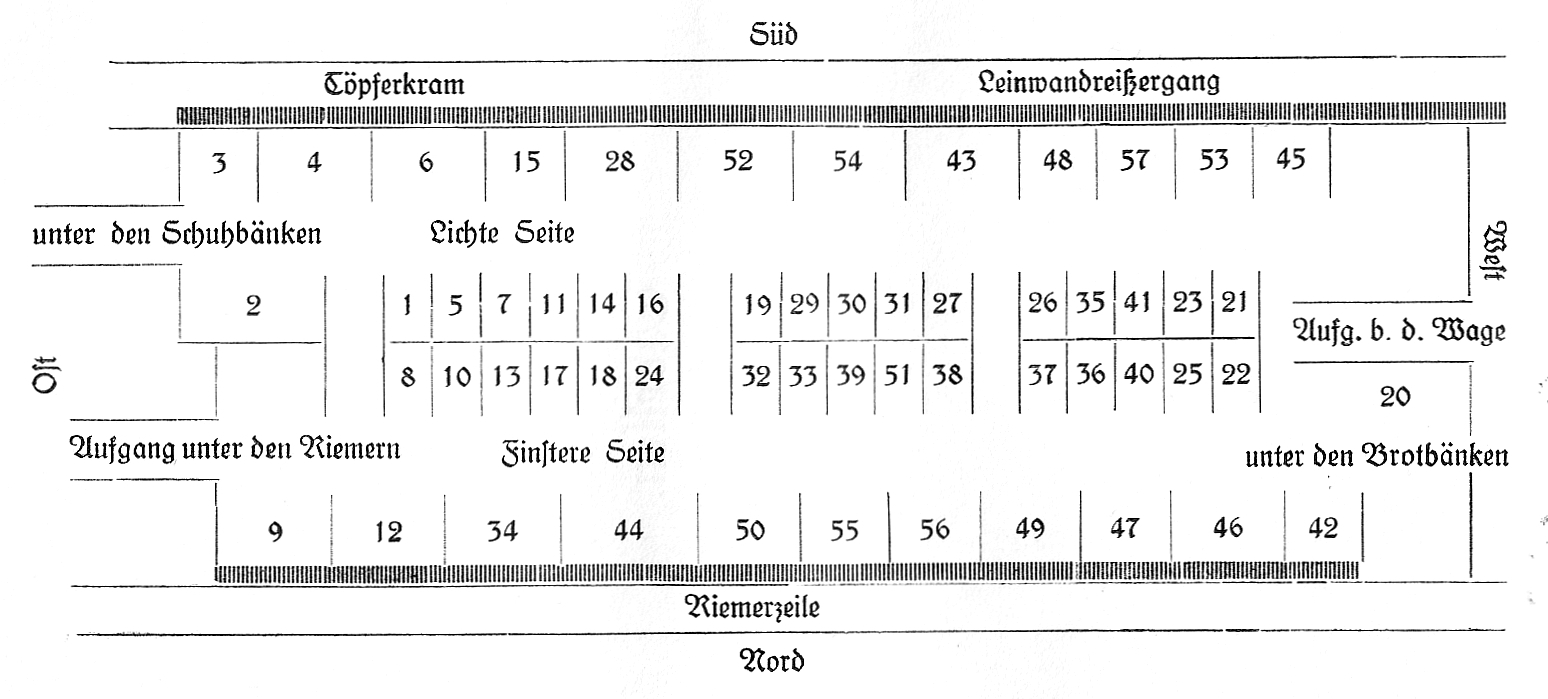

### Basel

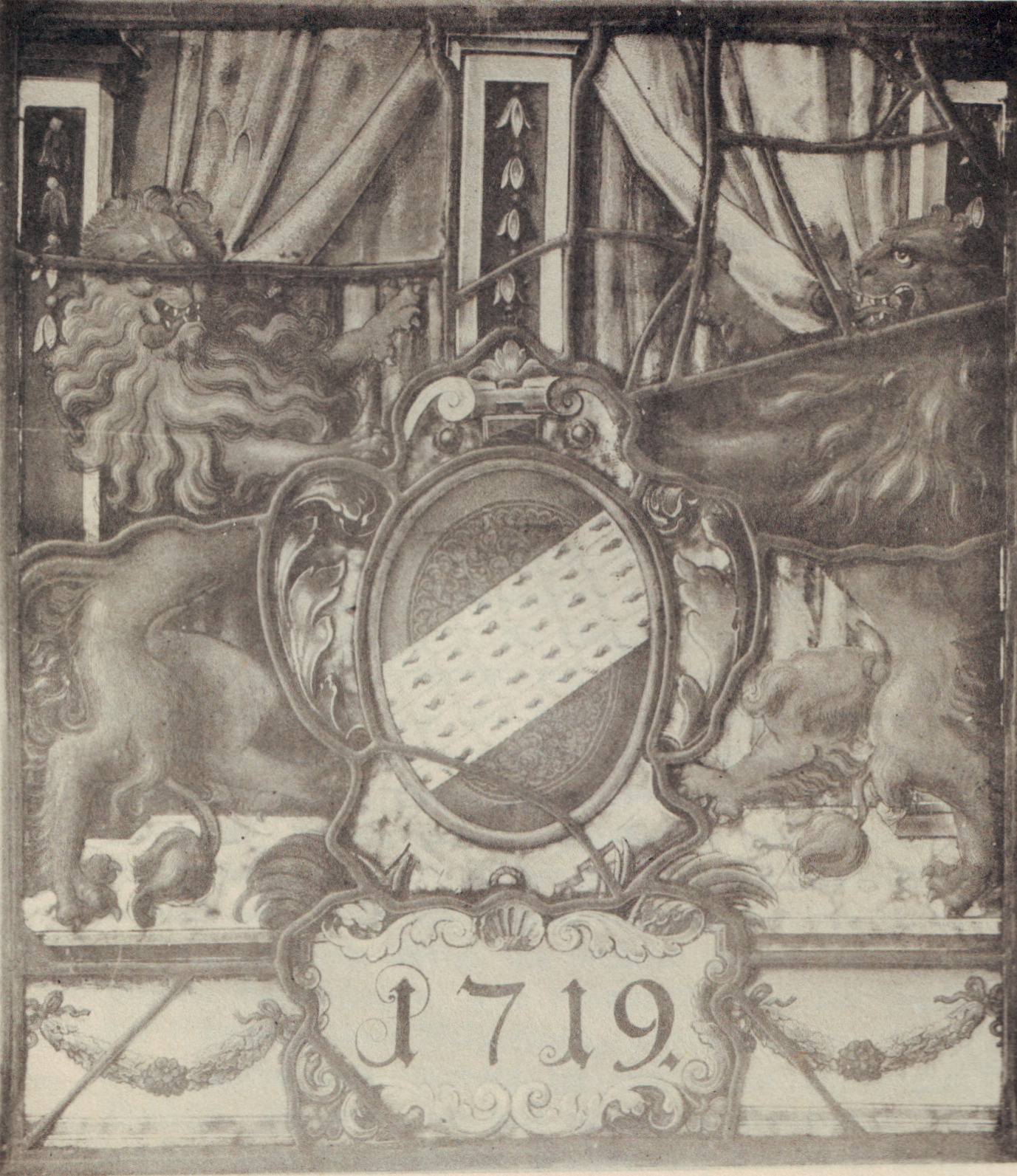
Wappenscheibe der Kürschnerzunft zu Basel (1719)

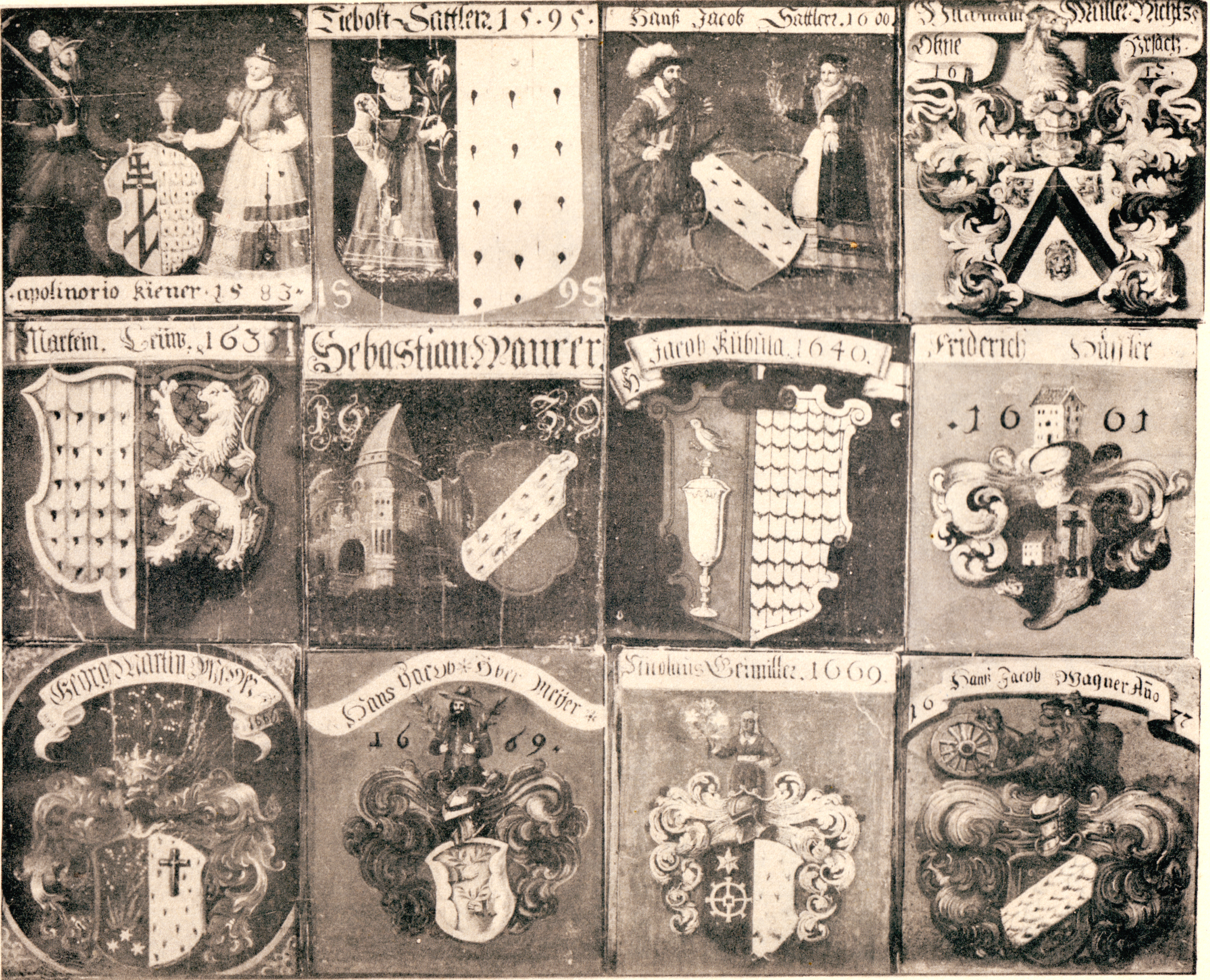
Wappentafel der Kürschnerzunft zu Basel (16. Jh.)

Im schweizerischen Basel finden sich viele Ähnlichkeiten zur Nutzung des Zunfthauses der Kürschner im norddeutschen Breslau. In der im Auftrag des Zunftvorstands der Kürschnern-Zunft zu Basel zum sechshundertsten Jubiläum verfassten Verbandsgeschichte hieß es 1926:
„Den gewerblichen Interessen der Zunft diente das Zunfthaus nur noch während der Messe als sogenanntes »Pelzhaus«. Da stellten noch im neunzehnten Jahrhundert die Kürschnermeister - jeder an besonderem durch das Los zugewiesenem Tisch resp. Stand - ihre Waren zum Verkaufe aus. Zur Messzeit war auch den fremden Meistern erlaubt, neben den hiesigen Meistern im Pelzhaus feilzubieten. Auch im Zunfthofe, wo sonst der benachbarte Schnabelwirt seine Reisekutschen ausstellen durfte, wurden Stände mit Pelzwaren aufgeschlagen“.
Die Zunftlaube „unter den Sporen“ oder in der Sporengasse war die älteste Liegenschaft der Baseler Kürschner. Neben der Zunftlaube der Wollweber oder Grautücher grenzte sie an das ehemalige Richthaus zum „Pfauenberg“, während ihr Hinterhaus »bei den untern „Schalen“« der Metzger auf den Marktplatz stieß.
Vor allem diente die Kürschnerlaube dem Verkauf von Pelzwaren der zünftigen Genossen. Erst in zweiter Linie wurde sie auch für Versammlungen und andere Zunftgeschäfte benutzt. So hatten nach der Ordnung von 1347, die jeweils sechs Zunftvorstände, „die neuen Sechser den alten Sechsern auf jegliche Fronkosten über die Verwaltung des Zunftvermögens in der Zunftlaube Rechnung abzulegen, mit der ausdrücklichen Bestimmung, daß bei diesem Anlaß aus dem Zunftsäckel nichts vertan noch verzehrt werden dürfe“.
Im Jahr 1553 erwarb die Baseler Kürschnerzunft als eine der ersten Zünfte ein eigenes Haus, den „Mannenhof“ an der Gerbergasse, so genannt nach dem wohlhabenden Juden Salman Unkel, der das Geseße 1284 von Ritter Hugo Reich und dessen Schwestern gekauft hatte. Als das größte Haus der am alten Rindermarkt und der in seiner Umgebung entstandenen kleinen jüdischen Gemeinde, blieb der Mannenhof in jüdischen Händen bis zur grausamen Judenverfolgung im Jahr 1349, die Basel für ein Jahrzehnt aller seiner Juden und damit auch seiner Hauptgläubiger entledigte.
Nach dem Judenmord besaßen den Mannenhof der Ritter Werner Schaler von Benken und seine Frau Katharina Münch. Von ihnen erwarb der Kürschner Meister Johans Luchs „zu seinem und der Zunft Handen den Mannenhof um die Summe von 415 florentinischen Gulden. Außer der Kaufsumme waren vier Schilling gewöhnlicher Basler Pfennige als jährliche Abgabe des Domherren auf Burg zu einer Stiftung für Seelenmessen zu entrichten. Später zinsten die Kürschner dem Stifte St. Peter, desgleichen dem Gotteshaus St. Jakob jährlich je acht Pfund und ein Schilling. Von dem jährlich auf Lichtmesse zu entrichtenden Bodenzins im Betrage von vier Pfund zwölf Schilling kaufte sich die Zunft erst 1862 los.“
Wohl als Nachfolge der furchtbaren Basler Erdbebenkatastrophe von 1356 verkauften die Kürschner ihr Zunfthaus im Jahr 1360 für 200 Gulden an Katharina Brotpeckin und liehen es sich von ihr zurück für jährlich acht Pfund. Eine ähnliche Transaktion fand später noch einmal statt, als 1448 Meister Conrad Kilchmann „der kürsener louben“ kaufte. Doch trotz aller offenbaren Schwierigkeiten blieb das Haus letztlich dauernd im Besitz der Zunft. Wie im 13. Jahrhundert die ehemalige Laube an der Sporengasse, diente seit 1353 auch das Erdgeschoß des Zunfthauses an der Gerbergasse in der Folgezeit wieder als gemeinsames Verkaufslokal der Zunftmitglieder. Dort befand sich auch die St. Erhardsstock genannte Büchse, in die laut einer gerichtlichen Kundschaft des Jahres 1424, nach jedem getätigten Verkauf, Käufer wie Verkäufer, einen gewissen Geldbetrag zu Gunsten der Zunft zu entrichten hatten, jedoch nicht durch die Hand des verkaufenden, sondern eines andern, dem Kauf als Zeugen beiwohnenden Kürschnermeisters.
Anfangs bestimmte die gesamte Zunftgemeinde „umb alle sachen ir hus und loube antreffende“, seit 1416 lag die Verwaltung und alle das Zunfthaus berührenden Angelegenheiten in den Händen eines Vorstandes und eines Ausschusses von fünf ehrbaren Männern des Kürschnerhandwerks. Als die Kürschner 1394 statt der schmalen Gucklöcher vier weite Fenster anbringen ließen, bekamen sie Ärger mit ihrem Nachbarn. Sie wurden verpflichtet, die bis dahin offenen Fenster entsprechend der damaligen Zeit mit Rahmen zu versehen und diese mit Leinwand oder Pergament zu überziehen, Verglasung war noch eine Seltenheit. Nachdem die Kürschner zweimal Streit im Zusammenhang mit dem hinteren Hausteil hatten, verkauften sie „die hintere behusung und den stockh mit beiden höflingen und die schidmur, so an ir zunfthaus stoßt“, für fünfundzwanzig Goldgulden an ihren Nachbarn Hans Beckhel und dessen Ehefrau Anna Eßlingerin, die Wirtsleute zum Schnabel. Noch drei Jahrzehnte blieb das vordere Teil des Mannenhofs Eigentum der Zunft.
Vier Jahrzehnte lang hatten im 17. Jahrhundert die Feilbäcker im Kürschnerhaus ihre Brote angeboten. Die Kürschner störte jedoch der Lärm, den sie verursachten. Zudem unterhielten sie im Winter beständig ein Kohlenfeuer, so dass es nach Aussage des Zunftvorstandes bald mehr einem „Kohlhauß“ als einem Zunfthaus zu vergleichen war, indem es nicht nur in seinen unteren Räumen gänzlich geschwärzt, sondern „wegen hin- und herbewegung der kohlen in allen gemachen mit aeschen angefüllt“ wurde. Nicht nur dass dadurch die Kürschnerwaren merklichen Schaden nahmen, sah man auch die Brandgefahr, „weilen alles bekanntermaßen von holz gebaut und die daneben liegende wirtschaft zum Schnabel sich voller heu und stroh befindet, daß hieraußer leichtlich eine feuersbrunst entstehen und beides unser ehrenzunft und dero benachbarte in außersten jammer geraten könnten.“ Die Eingabe beim Rat war erfolgreich, und er suchte den Feilbäckern eine andere Unterkunft.
Das im unteren Stockwerk gelegene Pelzhaus, immer nur als Laden- und Lagerfläche benutzt, wies zu keiner Zeit einen sonderlichen Schmuck der Ausstattung auf. Die im ersten Stockwerk gelegene Zunftstube bot dagegen noch in der ersten Hälfte des 18. Jahrhunderts ein wohnliches Bild:
„Ringsum zog sich ein Getäfer. Die Fenster waren mit gemalten Scheiben geschmückt. An einer Wand stand ein mächtiges nußbaumenes Buffet, eine »Anrichte« und ein Gießfaßbrett mit messingenem Gießfaß. Zur weiteren Ausstattung zählten zwei große runde Tische aus Nußbaumholz und zwölf hohe, geschnitzte, mit dem Zunftwappen verzierte Lehnstühle, auf denen zur mehreren Bequemlichkeit seidengestickte »Bankküssin« lagen. In einer eichenen Truhe bewahrten Seckelmeister und Schreiber ihr Schriftzeug auf. Das Buffet barg das Silbergeschirr der Zunft, darunter einen silbervergoldeten, sechzig Lot schweren Becher in der Gestalt eines Leuen und gegen zwei Dutzend silberne Tischbecher, sogenannte Sechserbecher; denn wie bei den anderen Zünften war es auch zu Kürschnern seit dem siebzehnten Jahrhundert Sitte, daß jeder neue Sechser nach seiner Einführung in den großen Rat - die Gesamtheit der Sechser aller Zünfte bildete den großen Rat - der Zunft einen silbervergoldeten Becher, dem Ratsherrn und Meister je zwei Gulden, jedem Sechser je einen Gulden in den Becher verehrte. Die Spendung eines Sechserbechers wurde zu Kürschnern im Jahr 1773 abgeschafft. Der Zunftvorstand beschloß, daß inskünftig ein neugewählter Sechser statt des Bechers zwanzig Gulden in den Zunftseckel nebst obengenannter Honoranz an die Vorgesetzten zahlen sollte. Damit aber das Andenken der Vorgesetzten in »Segen« verbleiben möge, ließ die Zunft im gleichen Jahre ein silberbeschlagenes Wappenbuch um den Preis von fünfzig Gulden herstellen, worin fortan eines jeden Vorgesetzten »Geschlecht, namen, geburt, befürderung und absterben« eingeschrieben wurde. Außer den silbernen Trinkgefäßen enthielt das Buffet ein Dutzend silberne, von den Irtenmeistern gestiftete Löffel, ein Dutzend Bestecke und zwei silberne Salzbüchslein. Das schönste Zierstück der Zunft wurde nicht im Zunfthause aufbewahrt, sondern im Hause des regierenden Meisters. Es war dies jene glänzende Ehrenkrone, die jeweilen dem neugewählten Meister nach der Wahl durch den abtretenden Meister als »kränzlin« auf das Haupt gesetzt wurde. Sie wurde im Jahre 1829 auf Antrag des Ratsherrn Hübscher durch die Zunft für 77 Franken veräußert.“
Im Jahr 1840 plante die Zunft bauliche Veränderungen, scheute dann aber die veranschlagten Kosten. Im Jahr 1852 beschloss der Vorstand, das Zunfthaus zu veräußern, als Mindestpreis wurden 48.000 Franken festgesetzt. Es kam jedoch zu keinem Verkauf und das Haus war jahrelang vermietet, seit dem 31. Dezember 1874 für jährlich 3000 Franken an die Firma G. Kiefer. Als der Zustand des Hauses zu schlecht geworden war, ließ der Vorstand die 338 Quadratmeter umfassende Liegenschaft versteigern, wobei sie die Firma G. Kiefer für 70.000 Franken erwarb. Als Erinnerungsstücke bewahrt das Historische Museum drei Scheiben und eine Wappentafel auf, die 1872 bei Renovierungsarbeiten wieder zum Vorschein gekommen war und anschließend restauriert und gerahmt wurde, „mit zum Teil trefflich gemalten Emblemen von Meistern und Vorgesetzten des sechzehnten und siebzehnten Jahrhunderts“ (siehe Abbildungen).